# Король маори
Маорийское королевское движение, англ. Māori King Movement, маори Kīngitanga (букв. «королевство») — движение племён маори в Новой Зеландии, возникшее в 1850-х годах. Инициатором создания движения был известный маорийский проповедник и просветитель Вирему Тамихана, получивший за это прозвище «делатель королей» (англ. kingmaker). Движение избирает «короля маори» как символ национальной идентичности. «Король маори» не имеет юридической власти и такая должность не предусмотрена в законодательстве Новой Зеландии. Несмотря на это, «король маори» играет важную роль в общественной жизни страны и имеет высокую «ману».

## История
С 1850-х годов королевские полномочия были переданы иви (племени) Таинуи. Официальная резиденция монарха находится в Туронго-Хаузе, город Нгаруавахиа.
Если в момент возникновения движение «Кингитанга» пользовалось поддержкой лишь части маорийских племён Северного острова, со временем оно приобрело большой авторитет и признание среди маори в разных регионах страны. Большую роль сыграл в этом проповедник Вирему Тамихана (Уильям Томпсон), пропагандировавший идеи движения перед британскими властями и местным населением и создавший для этой цели газету на языке маори.

## Статус
Короля или королеву назначают лидеры племён — члены движения Kīngitanga в день похорон предыдущего короля, но до его погребения. Формально должность короля маори не является наследственной. Тем не менее, до настоящего времени все короли маори были прямыми потомками Потатау Те Фероферо, первого короля маори, и каждому монарху наследовал его сын или дочь. Теоретически до сих пор существует возможность перехода должности к представителям иного семейства.

## Список королей и королев маори
- Потатау Те Фероферо (1856—1860)
- Тафиао (1860—1894)
- Махута Тафиао (1894—1912)
- Те Рата Махута (1912—1933)
- Короки Махута (1933—1966)
- Те Атаирангикааху (королева), (1966—2006)
- Тухеитиа Паки (2006—2024)
- Нга Ваи Хоно и те По[англ.] (королева), (с 5 сентября 2024)